# Тиб (село)
Тиб (осет. Тиб) — село в Алагирском районе Республики Северная Осетия-Алания. Входит в состав Зарамагского сельского поселения. Код Федеральной налоговой службы 1514. В честь села Тиб названа минеральная вода «Тиб», добываемая в окрестностях села.

## Географическое положение
Село расположено в Мамисонском ущелье, на левом берегу реки Мамисондон. Находится в 7 км к юго-западу от центра сельского поселения Нижний Зарамаг, в 58 км к югу от районного центра Алагир и в 92 км к юго-западу от Владикавказа.

## Население
| 2002 | 2010 | 2021 |
| ---- | ---- | ---- |
| 20   | ↗34  | ↘28  |

## Известные уроженцы
Кучиев Юрий Сергеевич (осет. Кучиты Сергейы фырт Юрий; 26 августа 1919 — 14 декабря 2005 года) — арктический капитан, первым достигший Северного полюса. Герой Социалистического Труда (1977).

## Топографические карты
- Лист карты K-38-40 Верх. Згид. Масштаб: 1 : 100 000. Состояние местности на 1984 год. Издание 1988 г.